# Villa Columbia
Die Villa Columbia liegt im Stadtteil Naundorf der sächsischen Stadt Radebeul, in der Mohrenstraße 14. Das aus den Jahren 1894/1895 stammende Gebäude war im 20. Jahrhundert Wohnsitz des Schwiegervaters des Bildhauers Burkhart Ebe, der unterhalb der Villa seine Atelier-Werkstatt betrieb (Mohrenstraße 16).

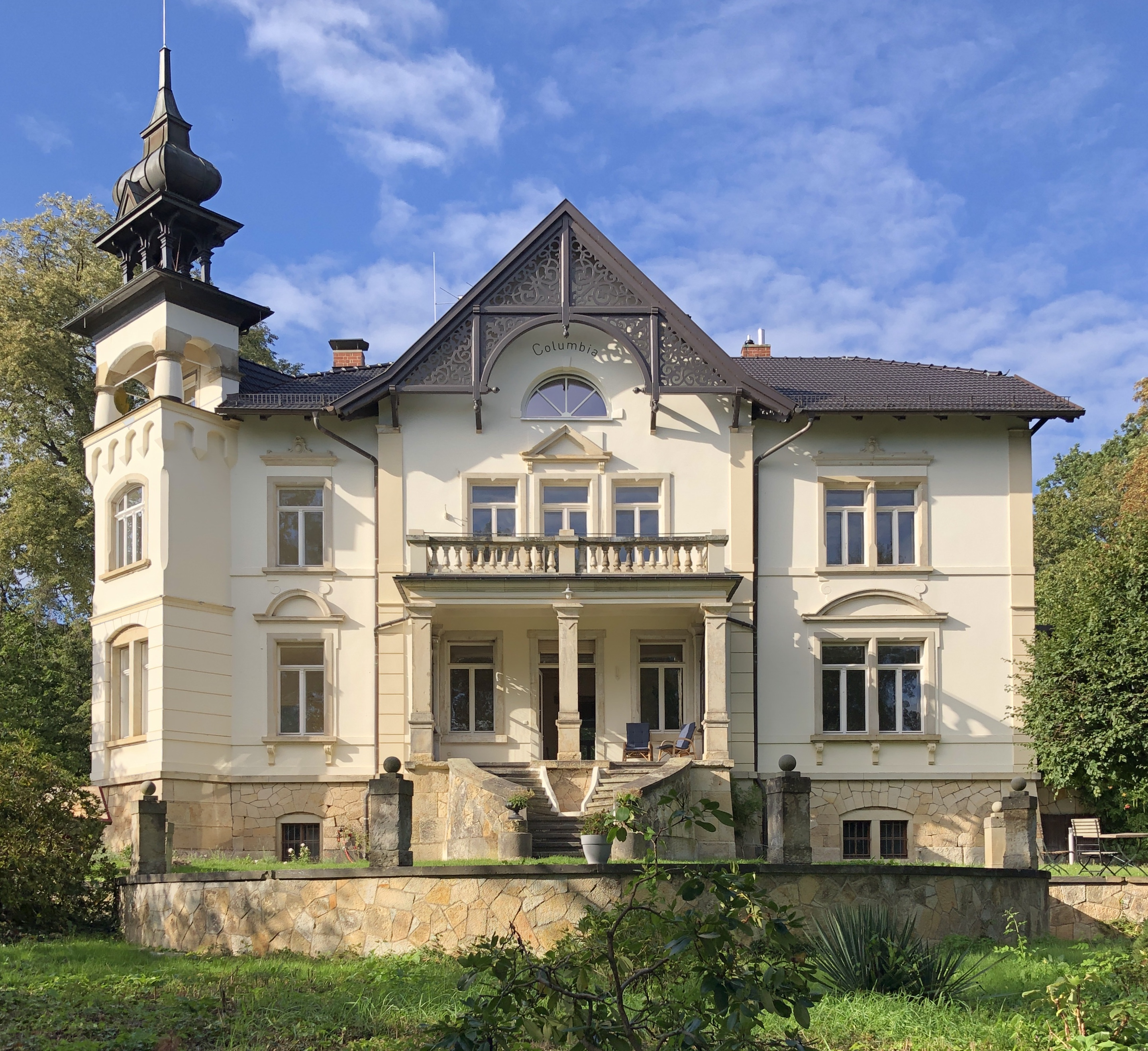
Villa Columbia

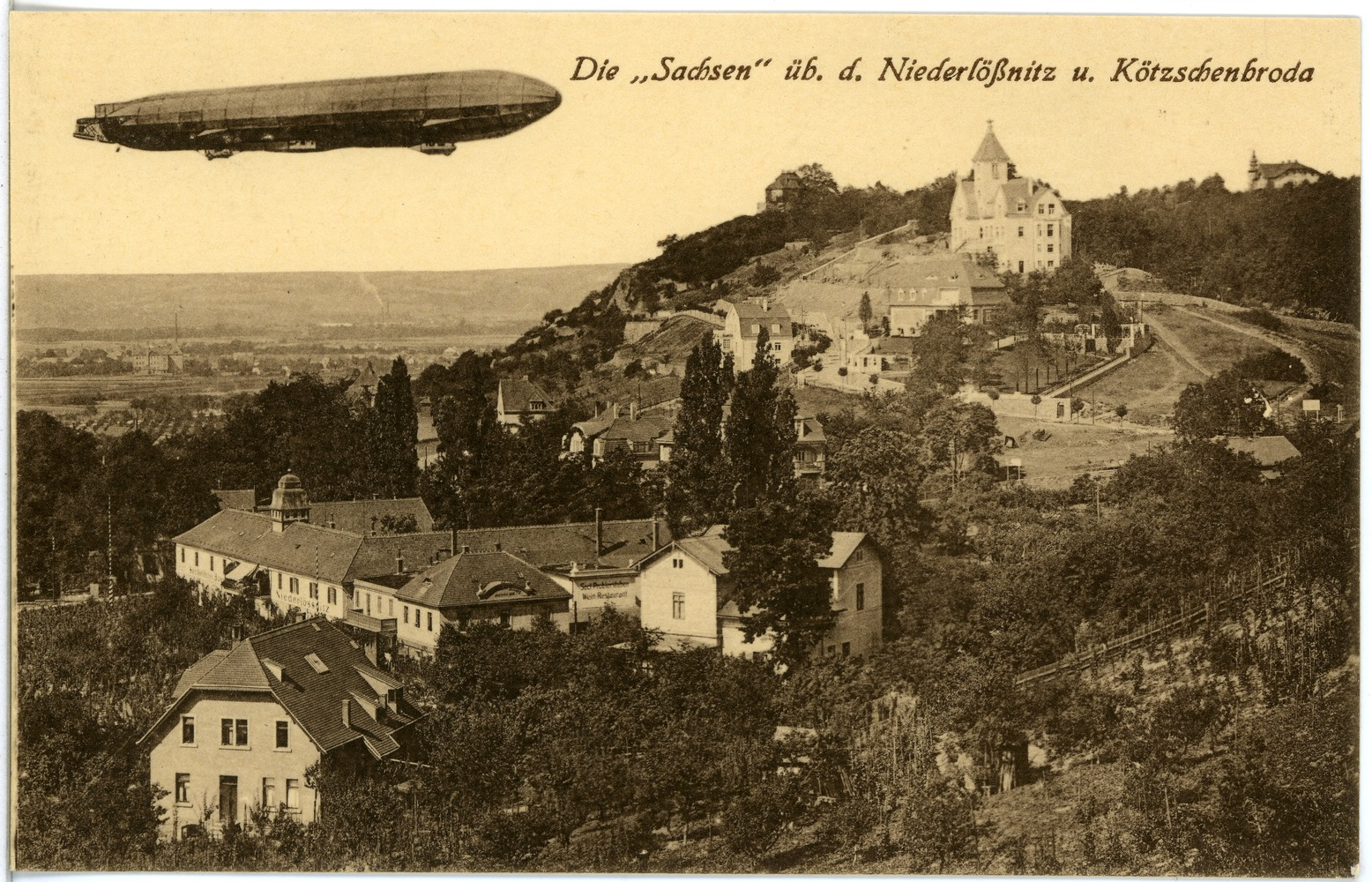
Villa Columbia (ganz rechts oben; 1914)

## Beschreibung
Die mit Gartenterrasse und Gartenstück (Nebenanlage) unter Denkmalschutz stehende Villa liegt tief in einem weitläufigen Grundstück oberhalb der Mohrenstraße, auf den Ebenbergen westlich am Rande des Mohrenhausparks im Denkmalschutzgebiet Historische Weinberglandschaft Radebeul. Über die Mohrenstraße hinweg liegt an der Hangkante oberhalb von Niederlößnitz das Mätressenschlösschen.
Die Villa ist ein zweigeschossiges Wohnhaus mit asymmetrischen Ansichten über einem hohen Souterraingeschoss und mit einem weit überkragenden, ehemals wohl verschieferten Walmdach.
In der Hauptansicht nach Süden zum Garten hin steht ein Mittelrisalit mit einem großen Gesprengegiebel, ursprünglich mit Brettschnitzereien. Vor dem Risalit liegt eine Terrasse mit einem pfeilergestützten, verandaartigen Altan mit Balustrade. Von der Terrasse führt eine doppelläufige Freitreppe in den Garten. An der linken Gebäudekante steht ein dreigeschossiger, rechteckiger und um 45° gewinkelter Turm mit einem barockisierenden Helm. Das obere Turmgeschoss ist als Loggia mit kräftigen Säulen ausgebildet. In der  rechten Seitenansicht steht ein massiver Veranda-Vorbau, der Hauseingang auf der Gebäuderückseite geht durch einen weiteren Risalit.
Der auf einem Natursteinsockel errichtete Putzbau wird durch Gesimse und Lisenen gegliedert. Die meist rechteckigen, teilweise jedoch auch stichbogigen Fenster werden von Sandsteingewänden eingefasst. In der Hauptansicht kommen im Obergeschoss gerade Verdachungen und im Erdgeschoss Segmentbogen-Verdachungen hinzu.

## Geschichte

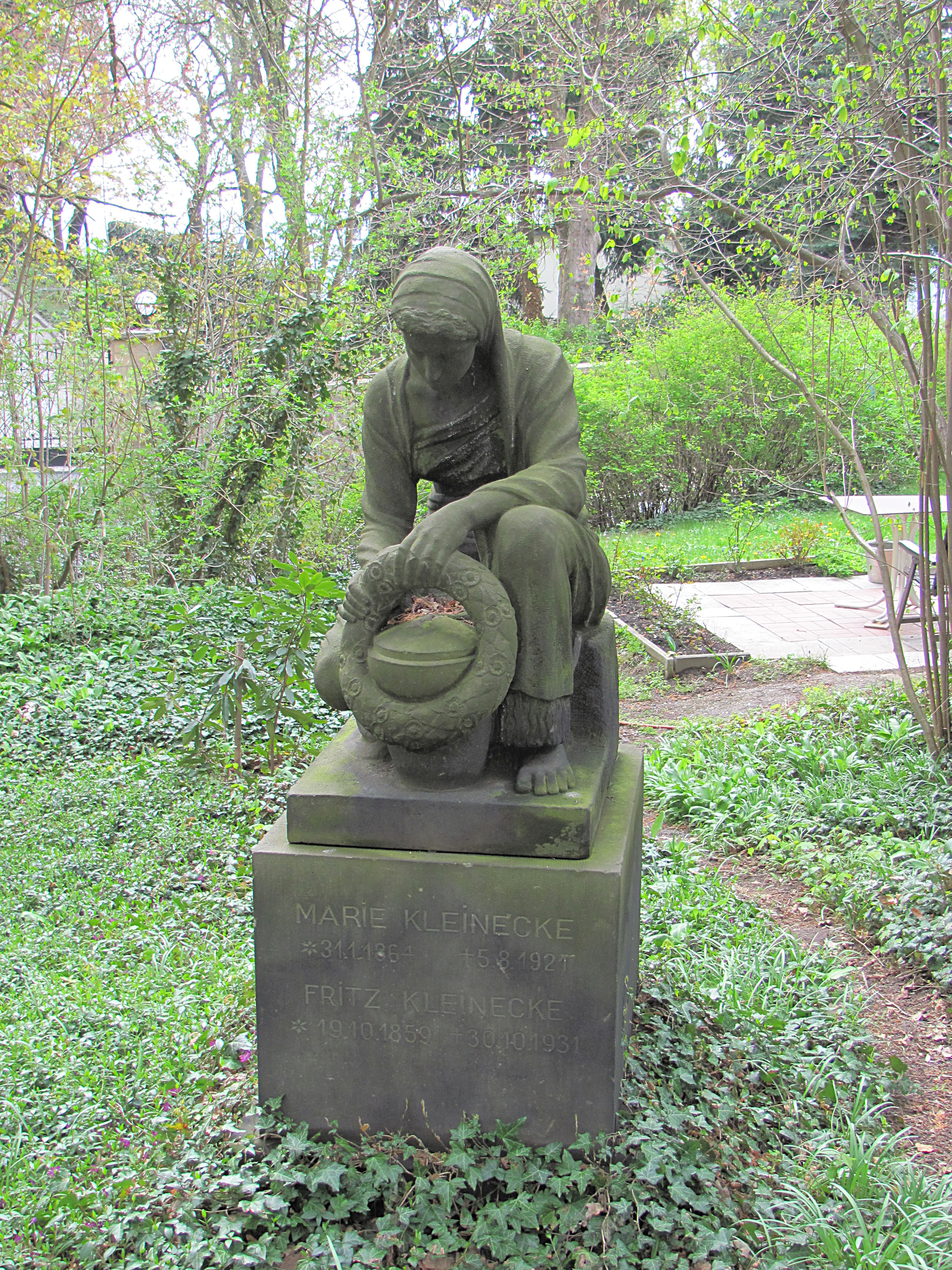
Grabmal von Bildhauer Ebe für den Schwiegervater Kleinecke, heute im ehemaligen Grundstück

Der Baumeister und Architekt Edmund Oscar Hacault aus Klotzsche errichtete zwischen Sommer 1894 und November 1895 für den Grundstücksbesitzer Henry Bernhard Dirks ein Wohnhaus und Nebengebäude. 1929 erfolgte ein Dachaufbau für ein Atelier, 1933 der Anbau einer Veranda. Im Jahr 1963 wurde das Dachgeschoss weiter ausgebaut.
Im Jahr 1920 siedelte der Berliner Weingroßhändler und Mäzen Fritz Kleinecke (1859–1931) mit seiner Familie in die Lößnitz in die Mohrenstraße 14/16 über. Der Bildhauer Burkhart Ebe (1881–1949), Schwieger- und späterer Adoptivsohn, richtete sich unterhalb der Villa an der Mohrenstraße (Nr. 16) eine Atelier-Werkstatt ein, wo er bis zu seinem Lebensende arbeitete. Unter anderem schuf er dort 1931/1932 das Grabmal für seinen Schwiegervater, das auf dem Friedhof Radebeul-West zu stehen kam und bei der Auflösung der Grabstelle 1994 in das Grundstück umgesetzt wurde.